# Geraldo de Proença Sigaud
Geraldo de Proença Sigaud SVD (* 25. September 1909 in Belo Horizonte, Brasilien; † 5. September 1999 in Diamantina, Brasilien) war ein brasilianischer Geistlicher und römisch-katholischer Erzbischof von Diamantina.

## Leben
Geraldo de Proença Sigaud trat der Ordensgemeinschaft der Steyler Missionare bei und empfing am 12. März 1932 in Rom die Priesterweihe. Nach weiterführenden Studien war er als Professor für Pädagogik tätig.
Papst Pius XII. ernannte ihn am 29. Oktober 1946 zum Bischof von Jacarezinho. Die Bischofsweihe spendete ihm der Apostolische Nuntius in Brasilien und spätere Kardinal, Erzbischof Carlo Chiarlo, am 1. Mai 1947 in São Paulo. Mitkonsekratoren waren der Bischof von Bragança Paulista, José Maurício da Rocha, und der Bischof von Ribeirão Preto, Manuel da Silveira d’Elboux. Am 20. Dezember 1960 wurde er von Papst Johannes XXIII. zum Erzbischof von Diamantina ernannt. 
Sigaud nahm an allen vier Sitzungsperioden des Zweiten Vatikanischen Konzils teil, wo er sich dem Coetus Internationalis Patrum anschloss.
Schon vor Konzilsbeginn hatte er sich als Bischof von Jacarezinho am 22. August 1959 in seiner Antwort auf die Einladung der Commissio antepraeparatoria des bevorstehenden Konzils, Vorschläge für zu beratende Themen einzureichen, antisemitisch geäußert:

„Die Kirche kann die Tatsachen der Vergangenheit und die klaren Aussagen des Internationalen Judentums nicht ignorieren. Seit Jahrhunderten verschwören sich die Führer dieses Judentums gegen den Katholizismus. Auf methodische Art und mit ewigem Hass bereiten sie die Zerstörung des Ordo Catholicus vor und errichten die jüdische Weltherrschaft. ... Die Begründer, Propagandisten, Organisatoren und Finanziers des Kommunismus sind Juden. Darum geht es. Das ist die Wirklichkeit. Sie also hassen? Nein! Aber Wachsamkeit, Klarheit und systematischer und methodischer Kampf im Widerstand gegen den systematischen und methodischen Kampf dieser «Feinde der Menschheit». Deren Geheimwaffe ist der «Sauerteig der Pharisäer, nämlich die Heuchelei».

Im lateinischen Original: Sed Ecclesia non potest ignorare facta praeterita et affirmationes claras Iudaismi Internationalis. Duces huius ludaismi a saeculis conspirant contra Nomen Catholicum, et modo methodico et odio immortali praeparant destructionem Ordinis Catholici et construunt Ordinem Imperii Mundialis Iudaici. ... Fundatores communismi sunt iudaei, propagatores, organizatores, financiatores. De eorum re agitur. Haec est realitas. Inde odium? non! Sed vigilantia, claritas, pugna systematica et methodica opponenda pugnae systematicae et methodicae huius «Inimici Hominis» cuius arma secreta est «Fermentum Pharisaeorum quod est hypocrisis».“

In den 1960er und 1970er Jahren gehörte Sigaud zum konservativen Flügel des brasilianischen Episkopats und nahm oft Stellung gegen den linksgerichteten Klerus und gegen die Befreiungstheologie. Unter den brasilianischen Bischöfen war er der schärfste Gegner von Erzbischof Hélder Câmara.
Seinen Rücktritt nahm Papst Johannes Paul II. am 10. September 1980 an.

## Schriften
- mit Antônio de Castro Mayer und Plinio Corrêa de Oliveira: Reforma agrária, questão de consciência. Editora Vera Cruz, São Paulo 1961.